# Jean Levesque de Burigny
Jean Levesque de Burigny est un historien français, né à Reims en septembre 1692 et mort à Paris le 8 octobre 1785.

## Biographie
D'une famille champenoise, il est le fils de Jacques Lévesque, seigneur de Pouilly, et de Marie Roland. Orphelin de père à deux ans, puis de mère à quatre ans, il est élevé par son oncle Simon Levesque, écuyer seigneur de Vandières.
Dès 1713, Jean Levesque de Burigny débute, avec ses frères Louis-Jean Levesque de Pouilly (1691-1750) et Gérard Levesque de Champeaux (1694-1778), vicomte de Verneuil la rédaction d'un dictionnaire de connaissance universelle, sorte d'encyclopédie.
Il a de nombreuses relations avec les philosophes et écrivains de son temps : dont sa contribution à L’Europe savante de Saint-Hyacinthe en douze volumes. Il était un des piliers du salon de Marie-Thérèse Geoffrin.
Il reste encore d'intéressantes lettres à Voltaire ou sur les démêlés de celui-ci avec Thémiseul de Saint-Hyacinthe.
Levesque de Burigny a été reçu membre de l'Académie des inscriptions et belles-lettres en 1775.

## Œuvres
- De l’Examen de la religion, Éd. Sergio Landucci, Paris, Universitas ; Oxford, Voltaire Foundation, 1996  (ISBN 2740000278)
- Examen critique des apologistes de la religion chrétienne, Éd. Alain Niderst, Paris, H. Champion, 2001  (ISBN 2745303716)
- Histoire de la philosophie païenne, ou, Sentiments des philosophes et des peuples payens les plus célèbres sur dieu, sur l’âme et sur les devoirs de l’homme, La Haye, Pierre Gosse et Pierre DeHondt, 1724
- Histoire des révolutions de l’empire de Constantinople, depuis la fondation de cette ville, jusqu’à l’an 1453. que les Turcs s’en rendirent maîtres, Paris, De Bure l'aîné, 1749-1750
- Histoire générale de Sicile, dans laquelle on verra toutes les différentes révolutions de cette isle depuis le tems où elle a commencé à être habitée, jusqu'à la dernière paix entre la maison de France & la maison d'Autriche, La Haye, I. Beauregard, 1745
- Lettre de M. de Burigny à M. l’abbé Mercier sur les démêlés de M. de Voltaire avec M. de Saint-Hyacinthe; dans laquelle on trouvera des anecdotes littéraires & quelques lettres de MM. de Voltaire & de Saint-Hyacinthe, Londres, Valade, 1780
- Théologie païenne; ou, Sentiments des philosophes & des peuples païens les plus célèbres, sur Dieu, sur l’âme & sur les devoirs de l’homme, Paris, De Bure l’aîné 1754
- Traité de Porphyre touchant l'abstinence de la chair des animaux : avec la vie de Plotin par ce philosophe, et une dissertation sur les génies, Paris, de Bure l'aîné, 1747
- Traité de l’autorité du Pape, dans lequel ses droits sont établis & réduits à leurs justes bornes, & les principes des libertés de l’église gallicane justifiés, La Haye, A. de Rogissart, 1720
- Vie d’Érasme : dans laquelle on trouvera l’histoire de plusieurs hommes célèbres avec lesquels il a été en liaison, l’analyse critique de ses ouvrages, & l’examen impartial de ses sentiments en matière de religion, Paris, De Bure l’aîné, 1757
- Vie de Grotius, avec l’histoire de ses ouvrages, et des négociations auxquelles il fut employé, Paris, De Bure l’aîné, 1752
- Vie de M. Bossuet, évêque de Meaux, Paris, De Bure l’aîné, 1762
- Vie du cardinal Duperron, Archevêque de Sens, & Grand-Aumônier de France, Paris, De Bure Père, 1768